# Temporada 2014 de Fórmula 1
La temporada 2014 de Fórmula 1 fue el 65.º Campeonato Mundial de Fórmula 1 de la historia. Comenzó el 16 de marzo en el Gran Premio de Australia y finalizó el 23 de noviembre en el Gran Premio de Abu Dabi. El calendario estuvo formado por diecinueve grandes premios y en esta temporada entró en vigor el nuevo Acuerdo de la Concordia.
El piloto inglés Lewis Hamilton se coronó campeón de pilotos, la escudería alemana Mercedes obtuvo el campeonato de constructores.

## Escuderías y pilotos
La siguiente tabla muestra los pilotos confirmados oficialmente por sus escuderías para el mundial 2014 de Fórmula 1. Todas las escuderías llevan neumáticos Pirelli, que tiene firmado un contrato para suministrar neumáticos hasta el año 2016.
| Escudería                     | Chasis      | Chasis        | Motor                  | Neu. | N.º | Pilotos           | Siglas | Rondas          | Pilotos de pruebas                                                  |
| ----------------------------- | ----------- | ------------- | ---------------------- | ---- | --- | ----------------- | ------ | --------------- | ------------------------------------------------------------------- |
| Infiniti Red Bull Racing      | Red Bull    | RB10          | Renault Energy F1-2014 | P    | 1   | Sebastian Vettel  | VET    | Todas           | Sébastien Buemi Carlos Sainz Jr.                                    |
| Infiniti Red Bull Racing      | Red Bull    | RB10          | Renault Energy F1-2014 | P    | 3   | Daniel Ricciardo  | RIC    | Todas           | Sébastien Buemi Carlos Sainz Jr.                                    |
| Mercedes AMG Petronas F1 Team | Mercedes    | F1 W05 Hybrid | Mercedes PU106A Hybrid | P    | 6   | Nico Rosberg      | ROS    | Todas           | Pascal Wehrlein                                                     |
| Mercedes AMG Petronas F1 Team | Mercedes    | F1 W05 Hybrid | Mercedes PU106A Hybrid | P    | 44  | Lewis Hamilton    | HAM    | Todas           | Pascal Wehrlein                                                     |
| Scuderia Ferrari              | Ferrari     | F14 T         | Ferrari 059/3          | P    | 7   | Kimi Räikkönen    | RAI    | Todas           | Pedro de la Rosa Jules Bianchi Raffaele Marciello                   |
| Scuderia Ferrari              | Ferrari     | F14 T         | Ferrari 059/3          | P    | 14  | Fernando Alonso   | ALO    | Todas           | Pedro de la Rosa Jules Bianchi Raffaele Marciello                   |
| Lotus F1 Team                 | Lotus       | E22           | Renault Energy F1-2014 | P    | 8   | Romain Grosjean   | GRO    | Todas           | Charles Pic Esteban Ocon Alex Lynn                                  |
| Lotus F1 Team                 | Lotus       | E22           | Renault Energy F1-2014 | P    | 13  | Pastor Maldonado  | MAL    | Todas           | Charles Pic Esteban Ocon Alex Lynn                                  |
| McLaren Mercedes              | McLaren     | MP4-29        | Mercedes PU106A Hybrid | P    | 20  | Kevin Magnussen   | MAG    | Todas           | Stoffel Vandoorne                                                   |
| McLaren Mercedes              | McLaren     | MP4-29        | Mercedes PU106A Hybrid | P    | 22  | Jenson Button     | BUT    | Todas           | Stoffel Vandoorne                                                   |
| Sahara Force India F1 Team    | Force India | VJM07         | Mercedes PU106A Hybrid | P    | 11  | Sergio Pérez      | PER    | Todas           | Daniel Juncadella Jolyon Palmer Richard Goddard                     |
| Sahara Force India F1 Team    | Force India | VJM07         | Mercedes PU106A Hybrid | P    | 27  | Nico Hülkenberg   | HÜL    | Todas           | Daniel Juncadella Jolyon Palmer Richard Goddard                     |
| Sauber F1 Team                | Sauber      | C33           | Ferrari 059/3          | P    | 21  | Esteban Gutiérrez | GUT    | Todas           | Giedo van der Garde Sergey Sirotkin Adderly Fong Marcus Ericsson    |
| Sauber F1 Team                | Sauber      | C33           | Ferrari 059/3          | P    | 99  | Adrian Sutil      | SUT    | Todas           | Giedo van der Garde Sergey Sirotkin Adderly Fong Marcus Ericsson    |
| Scuderia Toro Rosso           | Toro Rosso  | STR9          | Renault Energy F1-2014 | P    | 25  | Jean-Éric Vergne  | VER    | Todas           | Max Verstappen                                                      |
| Scuderia Toro Rosso           | Toro Rosso  | STR9          | Renault Energy F1-2014 | P    | 26  | Daniil Kvyat      | KVY    | Todas           | Max Verstappen                                                      |
| Williams Martini Racing       | Williams    | FW36          | Mercedes PU106A Hybrid | P    | 19  | Felipe Massa      | MAS    | Todas           | Felipe Nasr Susie Wolff                                             |
| Williams Martini Racing       | Williams    | FW36          | Mercedes PU106A Hybrid | P    | 77  | Valtteri Bottas   | BOT    | Todas           | Felipe Nasr Susie Wolff                                             |
| Marussia F1 Team              | Marussia    | MR03          | Ferrari 059/3          | P    | 4   | Max Chilton       | CHI    | 1-16            | Alexander Rossi                                                     |
| Marussia F1 Team              | Marussia    | MR03          | Ferrari 059/3          | P    | 17  | Jules Bianchi     | BIA    | 1-15            | Alexander Rossi                                                     |
| Caterham F1 Team              | Caterham    | CT05          | Renault Energy F1-2014 | P    | 9   | Marcus Ericsson   | ERI    | 1-16            | Alexander Rossi Roberto Merhi Robin Frijns Will Stevens Julián Leal |
| Caterham F1 Team              | Caterham    | CT05          | Renault Energy F1-2014 | P    | 10  | Kamui Kobayashi   | KOB    | 1-11, 13-16, 19 | Alexander Rossi Roberto Merhi Robin Frijns Will Stevens Julián Leal |
| Caterham F1 Team              | Caterham    | CT05          | Renault Energy F1-2014 | P    | 45  | André Lotterer    | LOT    | 12              | Alexander Rossi Roberto Merhi Robin Frijns Will Stevens Julián Leal |
| Caterham F1 Team              | Caterham    | CT05          | Renault Energy F1-2014 | P    | 46  | Will Stevens      | STE    | 19              | Alexander Rossi Roberto Merhi Robin Frijns Will Stevens Julián Leal |

## Cambios

### Cambios en circuitos
El Gran Premio de Alemania, como era habitual, se alternaba con Nürburgring y se correría en el circuito de Hockenheim. El Gran Premio de Rusia debutó en el calendario 2014 en el Autódromo de Sochi. Otro Gran Premio que regresó al calendario es el Gran Premio de Austria, ausente desde 2003, que fue comprado por el propietario del equipo Red Bull Racing, quien hizo reabrir el circuito cambiando el nombre a Red Bull Ring. El Gran Premio de América y el Gran Premio de México fueron descartados del calendario 2014. Cayeron del calendario el Gran Premio de la India y el Gran Premio de Corea del Sur.

### Cambios de escuderías
La Scuderia Toro Rosso utilizó motores de Renault, Williams de Mercedes y Marussia de Ferrari.

### Cambios de pilotos

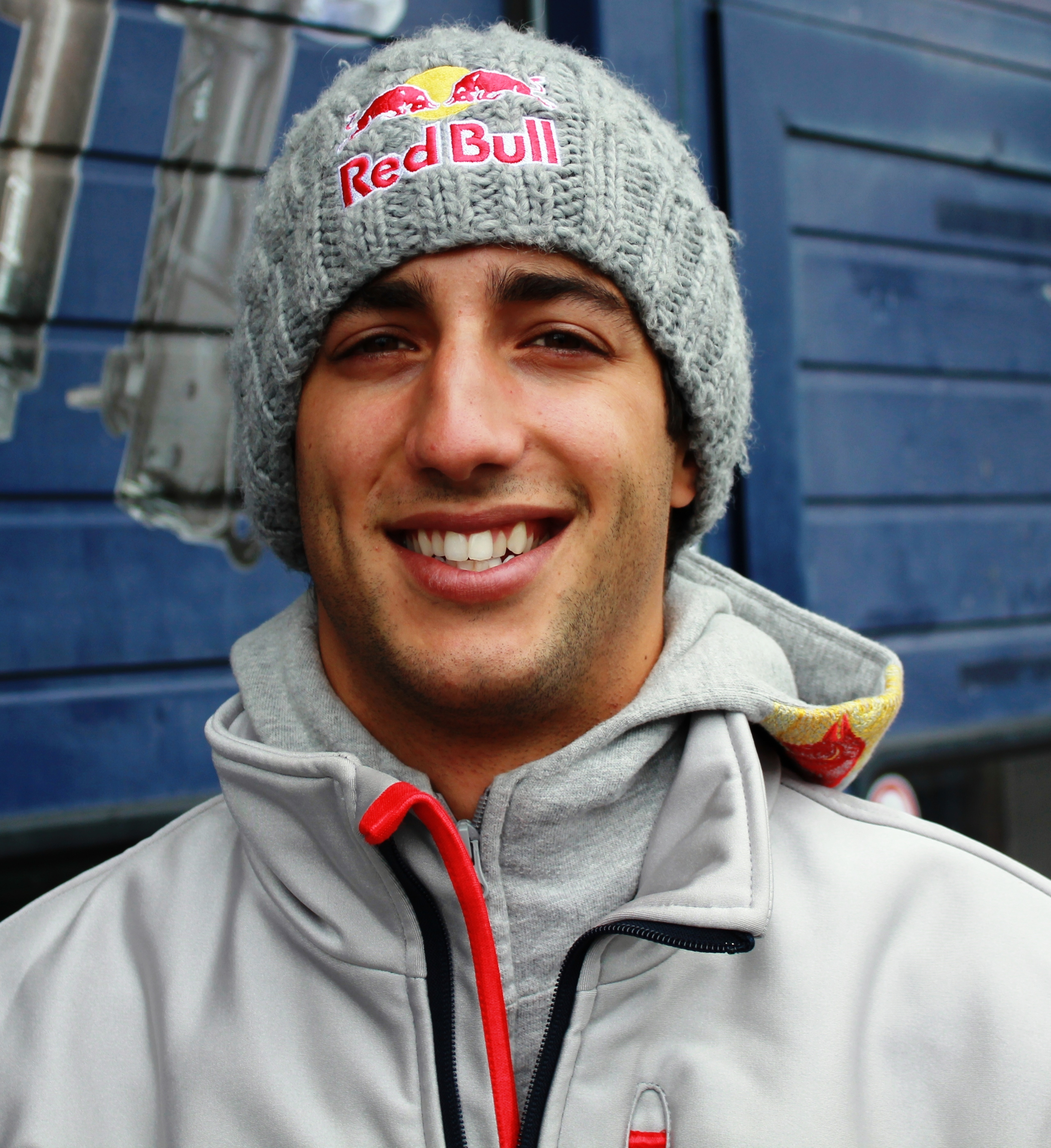
Daniel Ricciardo sustituye a su compatriota Mark Webber en Red Bull.

- Felipe Massa abandonó Ferrari al final de la temporada 2013 después de ocho años corriendo para el equipo. El brasileño se incorporó a Williams, junto a Valtteri Bottas. Pastor Maldonado, que fue reemplazado en Williams por Massa, compitió para Lotus, tomando el puesto dejado vacante por el campeón del mundo de 2007 Kimi Räikkönen. El finlandés regresó a Ferrari, el equipo con el que corrió entre 2007 y 2009 para ocupar el lugar del brasileño.
- Mark Webber abandonó el campeonato de Fórmula 1 después de doce temporadas, las últimas siete con Red Bull Racing. Daniel Ricciardo dejó Scuderia Toro Rosso para ocupar su asiento.. Toro Rosso eligió al campeón de la temporada 2013 de GP3 Series Daniil Kvyat como el sustituto de Ricciardo.
- Sergio Pérez dejó McLaren después de una sola temporada con el equipo, siendo reemplazado por el campeón de Fórmula Renault 3.5 Series y miembro del programa de jóvenes pilotos de la escudería, Kevin Magnussen. Pérez se unió a Force India, donde estuvo acompañado por Nico Hülkenberg, quien regresó a la escudería después de un año con Sauber. Como resultado de los fichajes del alemán y el mexicano, Paul di Resta y Adrian Sutil perdieron sus volantes con el equipo indio, pero Sutil obtuvo el asiento que había liberado Hülkenberg en Sauber.
- Kamui Kobayashi volvió a Fórmula 1 con Caterham, después de un año en el Campeonato Mundial de Resistencia. Su compañero fue el hasta entonces piloto de GP2, Marcus Ericsson, siendo el primer sueco en la máxima categoría desde 1991. El japonés y el nórdico ocupan los volantes de Charles Pic y Giedo van der Garde, aunque ellos pasaron a ser reservas de Lotus y de Sauber, respectivamente.
- El piloto alemán André Lotterer reemplazó a Kamui Kobayashi en el Gran Premio de Bélgica. Kobayashi retoma su asiento a partir del Gran Premio de Italia.

### Cambios en la reglamentación
Después de la reunión celebrada en París el lunes 9 de diciembre de 2013, entre el Grupo de Estrategia y la Comisión de la F1, se aprobaron de forma unánime los siguientes puntos:
- Introducción de nuevos motores y caja de cambios: uno de los cambios más significativos es la introducción de motores de 1.600 cc V6 con turbo y caja de cambios de 8 marchas. Este debe consumir un máximo de 100 litros de combustible por carrera y dispondrá también de dos motores eléctricos adicionales. El primero actuaría como un generador que aprovecharía los gases del tubo de escape para ganar energía y el otro de la energía liberada durante la frenada.[12]
- Numeración fija de los coches: Se determinó que los pilotos que escojan su número en la competición, que podrán elegir entre el 2 y el 99, será su dorsal durante toda su carrera deportiva en el mundial de F1. El número 1 estaría reservado para el campeón del mundo y será este quien decida si quiere llevarlo o no. Si más de un piloto elige el mismo número, la prioridad la tendría el piloto que haya terminado en mejor posición en el mundial de los años anteriores.[52]
- Techo de costes: Se adoptó un techo de costes global. El límite se aplicaría a partir del mes de enero de 2015. Se establecería un equipo de trabajo formado por la FIA, representantes de la empresa propietaria de los derechos comerciales de la F1 y representantes de los equipos. El objetivo del grupo de trabajo sería contar con regulaciones aprobadas a finales del mes de junio de 2014.[52]
- Test de Pirelli en Baréin: La Comisión de F1 aprobó un cambio en las regulaciones deportivas de 2013, en el apartado de seguridad, lo que permitía a la marca suministradora de neumáticos Pirelli llevar a cabo un test de tres días en Baréin del 17 al 19 de diciembre de 2013. Todos los equipos fueron invitados a formar parte de este test, pero solamente cuatro acudieron: Red Bull, Mercedes, Ferrari y Toro Rosso.[52]
- Nuevas sanciones: Se sancionó con cinco segundos por pequeñas infracciones. Respecto a en qué situaciones se aplicarían, se discutió con los equipos de F1 para que se pueda introducir una nueva regla en 2014, así como un carné de puntos.[52][53]
- Doble puntuación en la última carrera: En la última carrera del año, Abu Dhabi, se otorgó el doble de la puntuación establecida a los pilotos y equipos con el objetivo de maximizar su atención en el mundial hasta el final de la temporada. Todos estos cambios se aplicaron con efecto inmediato, tal y como señaló el presidente de la FIA durante la última reunión del Consejo Mundial del Deporte de Motor, celebrada en París el 4 de diciembre.[52] Por lo tanto el sistema de puntuación fue así:
- Trofeo al mejor poleman: Se premiará con un trofeo al piloto que más pole position alcance durante toda la temporada.[54]

## Calendario de presentaciones
El calendario de presentaciones de los equipos para la temporada 2014 comenzó el 22 de enero con la presentación del equipo Force India y finalizó el 29 de enero con el equipo Marussia que retrasó el debut del MR03 debido a un problema técnico. Seis de los equipos presentaron sus equipos y monoplazas a través de internet mientras que cinco lo hicieron en el Circuito de Jerez.
| Escudería   | Chasis | Imagen | Fecha       | Lugar    |
| ----------- | ------ | ------ | ----------- | -------- |
| Force India | VJM07  |        | 22 de enero | En línea |
| Williams    | FW36   |        | 23 de enero | En línea |
| McLaren     | MP4-29 |        | 24 de enero | En línea |
| Lotus       | E22    |        | 24 de enero | En línea |
| Ferrari     | F14 T  |        | 25 de enero | En línea |
| Sauber      | C33    |        | 26 de enero | En línea |
| Toro Rosso  | STR9   |        | 27 de enero | Jerez    |
| Mercedes    | F1 W05 |        | 28 de enero | Jerez    |
| Caterham    | CT05   |        | 28 de enero | Jerez    |
| Red Bull    | RB10   |        | 28 de enero | Jerez    |
| Marussia    | MR03   |        | 29 de enero | Jerez    |

## Entrenamientos

### Pretemporada

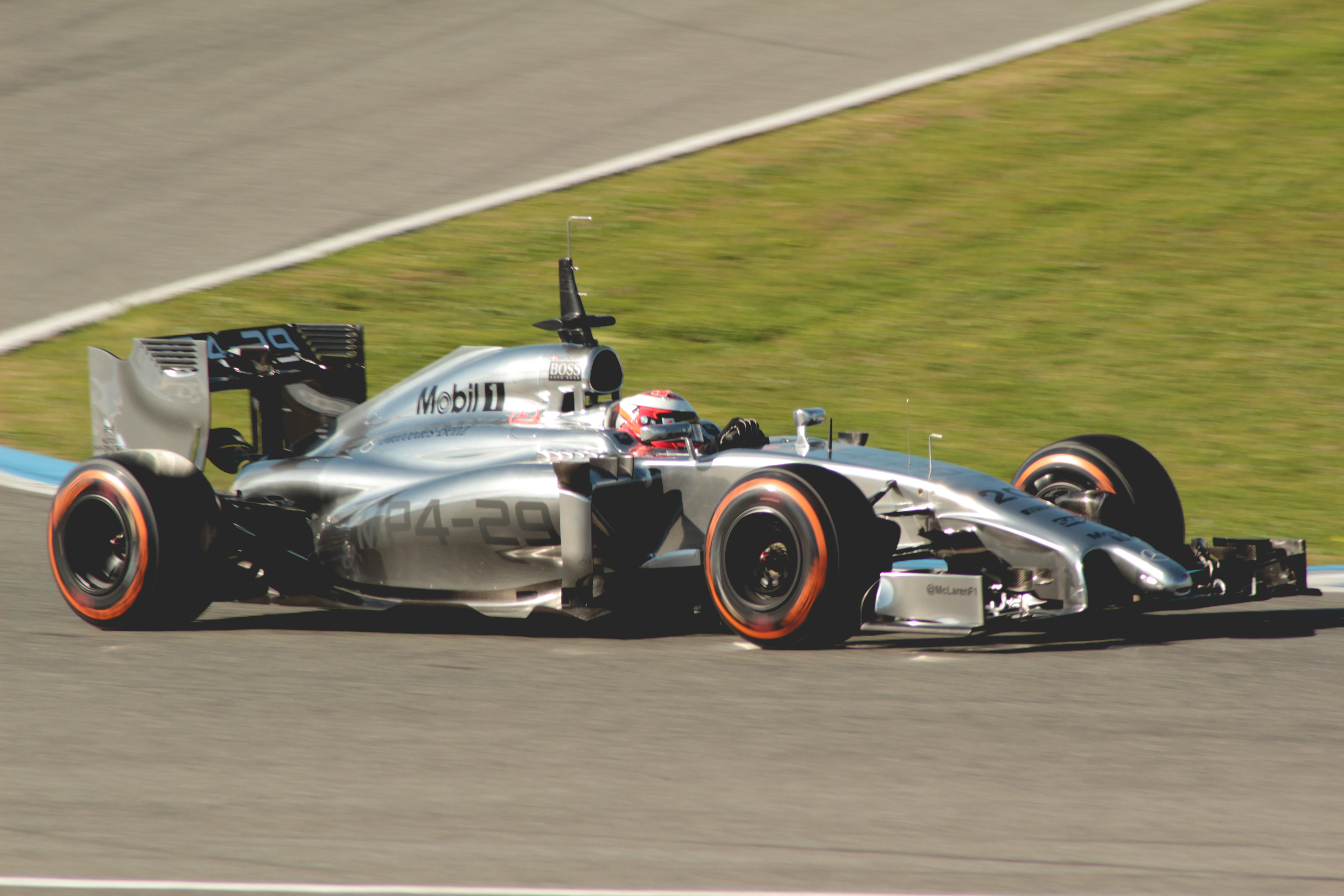
En la primera jornada de test los motores Mercedes lideraron el segundo y tercer día.

- Los test de pretemporada se disputarán en tres fechas distintas comprendidas entre el 28 de enero y el 2 de marzo. Los circuitos escogidos son el Circuito de Jerez (España) y el Circuito Internacional de Baréin (Sakhir).[66]

| N.º | Circuito                                            | Mapa del Circuito    | Resultados    | Resultados      | Resultados  | Resultados | Resultados   | Resultados |
| --- | --------------------------------------------------- | -------------------- | ------------- | --------------- | ----------- | ---------- | ------------ | ---------- |
| 1   | Circuito de Jerez Longitud: 4,423 km                |                      | Fecha         | Fecha           | Piloto      | Escudería  | Mejor tiempo | Vueltas    |
| 1   | Circuito de Jerez Longitud: 4,423 km                | Día 1                | 28 de enero   | Kimi Räikkönen  | Ferrari     | 1:27.104   | 31           |            |
| 1   | Circuito de Jerez Longitud: 4,423 km                | Día 2                | 29 de enero   | Jenson Button   | McLaren     | 1:24.165   | 43           |            |
| 1   | Circuito de Jerez Longitud: 4,423 km                | Día 3                | 30 de enero   | Kevin Magnussen | McLaren     | 1:23.276   | 51           |            |
| 1   | Circuito de Jerez Longitud: 4,423 km                | Día 4                | 31 de enero   | Felipe Massa    | Williams    | 1:28.229   | 86           |            |
| 1   | Circuito de Jerez Longitud: 4,423 km                | Resultados completos |               |                 |             |            |              |            |
| 2   | Circuito Internacional de Baréin Longitud: 5,412 km |                      | Fecha         | Fecha           | Piloto      | Escudería  | Mejor tiempo | Vueltas    |
| 2   | Circuito Internacional de Baréin Longitud: 5,412 km | Día 1                | 19 de febrero | Nico Hülkenberg | Force India | 1:36.880   | 79           |            |
| 2   | Circuito Internacional de Baréin Longitud: 5,412 km | Día 2                | 20 de febrero | Kevin Magnussen | McLaren     | 1:34.910   | 45           |            |
| 2   | Circuito Internacional de Baréin Longitud: 5,412 km | Día 3                | 21 de febrero | Lewis Hamilton  | Mercedes    | 1:34.263   | 66           |            |
| 2   | Circuito Internacional de Baréin Longitud: 5,412 km | Día 4                | 22 de febrero | Nico Rosberg    | Mercedes    | 1:33.283   | 89           |            |
| 2   | Circuito Internacional de Baréin Longitud: 5,412 km | Resultados completos |               |                 |             |            |              |            |
| 3   | Circuito Internacional de Baréin Longitud: 5,412 km |                      | Fecha         | Fecha           | Piloto      | Escudería  | Mejor tiempo | Vueltas    |
| 3   | Circuito Internacional de Baréin Longitud: 5,412 km | Día 5                | 27 de febrero | Sergio Pérez    | Force India | 1:35.290   | 91           |            |
| 3   | Circuito Internacional de Baréin Longitud: 5,412 km | Día 6                | 28 de febrero | Sergio Pérez    | Force India | 1:35.570   | 108          |            |
| 3   | Circuito Internacional de Baréin Longitud: 5,412 km | Día 7                | 1 de marzo    | Felipe Massa    | Williams    | 1:33.258   | 99           |            |
| 3   | Circuito Internacional de Baréin Longitud: 5,412 km | Día 8                | 2 de marzo    | Lewis Hamilton  | Mercedes    | 1:33.278   | 70           |            |
| 3   | Circuito Internacional de Baréin Longitud: 5,412 km | Resultados completos |               |                 |             |            |              |            |

## Calendario

En verde, los países que acogerán un GP esta temporada.

La FIA reveló el 4 de diciembre de 2013 el calendario que consta de 19 grandes premios comenzando el 16 de marzo en Australia y finalizando el 23 de noviembre en Abu Dabi.
| Ronda   | Gran Premio                       | Circuito                                       | Fecha            |
| ------- | --------------------------------- | ---------------------------------------------- | ---------------- |
| 1       | Gran Premio de Australia          | Circuito de Albert Park, Melbourne             | 16 de marzo      |
| 2       | Gran Premio de Malasia            | Circuito Internacional de Sepang, Kuala Lumpur | 30 de marzo      |
| 3       | Gran Premio de Baréin             | Circuito Internacional de Baréin, Sakhir       | 6 de abril       |
| 4       | Gran Premio de China              | Circuito Internacional de Shanghái, Shanghái   | 20 de abril      |
| 5       | Gran Premio de España             | Circuito de Barcelona-Cataluña, Montmeló       | 11 de mayo       |
| 6       | Gran Premio de Mónaco             | Circuito de Mónaco, Montecarlo                 | 25 de mayo       |
| 7       | Gran Premio de Canadá             | Circuito Gilles Villeneuve, Montreal           | 8 de junio       |
| 8       | Gran Premio de Austria            | Red Bull Ring, Spielberg                       | 22 de junio      |
| 9       | Gran Premio de Gran Bretaña       | Circuito de Silverstone, Silverstone           | 6 de julio       |
| 10      | Gran Premio de Alemania           | Hockenheimring, Hockenheim                     | 20 de julio      |
| 11      | Gran Premio de Hungría            | Hungaroring, Mogyoród                          | 27 de julio      |
| 12      | Gran Premio de Bélgica            | Circuito de Spa-Francorchamps, Spa             | 24 de agosto     |
| 13      | Gran Premio de Italia             | Autodromo Nazionale di Monza, Monza            | 7 de septiembre  |
| 14      | Gran Premio de Singapur           | Circuito callejero de Marina Bay, Marina Bay   | 21 de septiembre |
| 15      | Gran Premio de Japón              | Circuito de Suzuka, Suzuka                     | 5 de octubre     |
| 16      | Gran Premio de Rusia              | Autódromo de Sochi, Sochi                      | 12 de octubre    |
| 17      | Gran Premio de los Estados Unidos | Circuito de las Américas, Austin               | 2 de noviembre   |
| 18      | Gran Premio de Brasil             | Autódromo José Carlos Pace, São Paulo          | 9 de noviembre   |
| 19      | Gran Premio de Abu Dabi           | Circuito Yas Marina, Isla Yas                  | 23 de noviembre  |
| Fuente: |                                   |                                                |                  |

## Neumáticos
Aunque no tendrán uso en carrera, Pirelli proveerá a los equipos, desde esta temporada, neumáticos duros de invierno durante los entrenamientos de pretemporada, diseñados específicamente para rendir durante días especialmente fríos. Se distinguen de los demás por no llevar marcaje alguno en el lateral.
Pirelli anunció en el mes de marzo los compuestos para las cuatro primeras carreras, siendo medios y blandos para Australia, Baréin y China y duros y medios para Malasia.
| Nombre del compuesto | Color | Color | Banda de rodadura | Condiciones de circulación | Tipo del compuesto | Adherencia           | Durabilidad        |
| -------------------- | ----- | ----- | ----------------- | -------------------------- | ------------------ | -------------------- | ------------------ |
| Súper blando         | S     |       | Liso              | Seco                       | Blando             | 4 - Más adherencia   | 1 - Menos duradero |
| Blando               | S     |       | Liso              | Seco                       | Blando / Duro      | 3                    | 2                  |
| Medio                | M     |       | Liso              | Seco                       | Blando / Duro      | 2                    | 3                  |
| Duro                 | H     |       | Liso              | Seco                       | Duro               | 1 - Menos adherencia | 4 - Más duradero   |
| Intermedio           | I     |       | Canales           | Mojado                     | Intermedio         |                      |                    |
| De lluvia            | W     |       | Canales           | Mojado                     | De lluvia          |                      |                    |

* Pirelli designa 2 tipos de neumáticos secos para cada Gran Premio según el circuito. El más blando se llama option y el más duro prime.
| Compuesto  | AUS | MYS | BHR | CHN | ESP | MON | CAN | AUT | GBR | GER | HUN | BEL | ITA | SIN | JPN | RUS | USA | BRA | ABU |
| ---------- | --- | --- | --- | --- | --- | --- | --- | --- | --- | --- | --- | --- | --- | --- | --- | --- | --- | --- | --- |
| Blando     | S   | M   | S   | S   | M   | S   | S   | S   | M   | S   | S   | S   | M   | S   | M   | S   | S   | S   | S   |
| Duro       | M   | H   | M   | M   | H   | S   | S   | S   | H   | S   | M   | M   | H   | S   | H   | M   | M   | M   | S   |
| Intermedio | I   | I   | I   | I   | I   | I   | I   | I   | I   | I   | I   | I   | I   | I   | I   | I   | I   | I   | I   |
| De lluvia  | W   | W   | W   | W   | W   | W   | W   | W   | W   | W   | W   | W   | W   | W   | W   | W   | W   | W   | W   |

## Resultados
| Ronda | Fecha                             | Gran Premio | Mapa del Circuito    | Resultados                | Resultados      | Resultados                  | Resultados       |
| ----- | --------------------------------- | --- | -------------------- | ------------------------- | --------------- | --------------------------- | ---------------- |
| 1     | 14, 15 y 16 de marzo              | Gran Premio de Australia Circuito de Albert Park Longitud: 307,574 km Vueltas: 58 Ganador 2013: Kimi Räikkönen, Lotus          |                      | Libres 1                  | Fernando Alonso | Ganador                     | Nico Rosberg     |
| 1     | 14, 15 y 16 de marzo              | Gran Premio de Australia Circuito de Albert Park Longitud: 307,574 km Vueltas: 58 Ganador 2013: Kimi Räikkönen, Lotus          | Libres 2             | Nico Rosberg              | 2.do puesto     | Kevin Magnussen             |                  |
| 1     | 14, 15 y 16 de marzo              | Gran Premio de Australia Circuito de Albert Park Longitud: 307,574 km Vueltas: 58 Ganador 2013: Kimi Räikkönen, Lotus          | Libres 3             | Nico Rosberg              | 3.er puesto     | Jenson Button               |                  |
| 1     | 14, 15 y 16 de marzo              | Gran Premio de Australia Circuito de Albert Park Longitud: 307,574 km Vueltas: 58 Ganador 2013: Kimi Räikkönen, Lotus          | Pole position        | Lewis Hamilton (1:44.231) | Vuelta rápida   | Nico Rosberg (1:32.478)     |                  |
| 1     | 14, 15 y 16 de marzo              | Gran Premio de Australia Circuito de Albert Park Longitud: 307,574 km Vueltas: 58 Ganador 2013: Kimi Räikkönen, Lotus          | Resultados completos |                           |                 |                             |                  |
| 2     | 28, 29 y 30 de marzo              | Gran Premio de Malasia Circuito de Sepang Longitud: 310,408 km Vueltas: 56 Ganador 2013: Sebastian Vettel, Red Bull            |                      | Libres 1                  | Lewis Hamilton  | Ganador                     | Lewis Hamilton   |
| 2     | 28, 29 y 30 de marzo              | Gran Premio de Malasia Circuito de Sepang Longitud: 310,408 km Vueltas: 56 Ganador 2013: Sebastian Vettel, Red Bull            | Libres 2             | Nico Rosberg              | 2.do puesto     | Nico Rosberg                |                  |
| 2     | 28, 29 y 30 de marzo              | Gran Premio de Malasia Circuito de Sepang Longitud: 310,408 km Vueltas: 56 Ganador 2013: Sebastian Vettel, Red Bull            | Libres 3             | Nico Rosberg              | 3.er puesto     | Sebastian Vettel            |                  |
| 2     | 28, 29 y 30 de marzo              | Gran Premio de Malasia Circuito de Sepang Longitud: 310,408 km Vueltas: 56 Ganador 2013: Sebastian Vettel, Red Bull            | Pole position        | Lewis Hamilton (1:59.431) | Vuelta rápida   | Lewis Hamilton (1:43.066)   |                  |
| 2     | 28, 29 y 30 de marzo              | Gran Premio de Malasia Circuito de Sepang Longitud: 310,408 km Vueltas: 56 Ganador 2013: Sebastian Vettel, Red Bull            | Resultados completos |                           |                 |                             |                  |
| 3     | 4, 5 y 6 de abril                 | Gran Premio de Baréin Circuito de Sahkir Longitud: 308,405 km Vueltas: 57 Ganador 2013: Sebastian Vettel, Red Bull             |                      | Libres 1                  | Lewis Hamilton  | Ganador                     | Lewis Hamilton   |
| 3     | 4, 5 y 6 de abril                 | Gran Premio de Baréin Circuito de Sahkir Longitud: 308,405 km Vueltas: 57 Ganador 2013: Sebastian Vettel, Red Bull             | Libres 2             | Lewis Hamilton            | 2.do puesto     | Nico Rosberg                |                  |
| 3     | 4, 5 y 6 de abril                 | Gran Premio de Baréin Circuito de Sahkir Longitud: 308,405 km Vueltas: 57 Ganador 2013: Sebastian Vettel, Red Bull             | Libres 3             | Lewis Hamilton            | 3.er puesto     | Sergio Pérez                |                  |
| 3     | 4, 5 y 6 de abril                 | Gran Premio de Baréin Circuito de Sahkir Longitud: 308,405 km Vueltas: 57 Ganador 2013: Sebastian Vettel, Red Bull             | Pole position        | Nico Rosberg (1:33.185)   | Vuelta rápida   | Nico Rosberg (1:37.020)     |                  |
| 3     | 4, 5 y 6 de abril                 | Gran Premio de Baréin Circuito de Sahkir Longitud: 308,405 km Vueltas: 57 Ganador 2013: Sebastian Vettel, Red Bull             | Resultados completos |                           |                 |                             |                  |
| 4     | 18, 19 y 20 de abril              | Gran Premio de China Circuito de Shanghái Longitud: 305,066 km Vueltas: 56 Ganador 2013: Fernando Alonso, Ferrari              |                      | Libres 1                  | Fernando Alonso | Ganador                     | Lewis Hamilton   |
| 4     | 18, 19 y 20 de abril              | Gran Premio de China Circuito de Shanghái Longitud: 305,066 km Vueltas: 56 Ganador 2013: Fernando Alonso, Ferrari              | Libres 2             | Lewis Hamilton            | 2.do puesto     | Nico Rosberg                |                  |
| 4     | 18, 19 y 20 de abril              | Gran Premio de China Circuito de Shanghái Longitud: 305,066 km Vueltas: 56 Ganador 2013: Fernando Alonso, Ferrari              | Libres 3             | Daniel Ricciardo          | 3.er puesto     | Fernando Alonso             |                  |
| 4     | 18, 19 y 20 de abril              | Gran Premio de China Circuito de Shanghái Longitud: 305,066 km Vueltas: 56 Ganador 2013: Fernando Alonso, Ferrari              | Pole position        | Lewis Hamilton (1:53.860) | Vuelta rápida   | Nico Rosberg (1:40.402)     |                  |
| 4     | 18, 19 y 20 de abril              | Gran Premio de China Circuito de Shanghái Longitud: 305,066 km Vueltas: 56 Ganador 2013: Fernando Alonso, Ferrari              | Resultados completos |                           |                 |                             |                  |
| 5     | 9, 10 y 11 de mayo                | Gran Premio de España Circuito de Cataluña Longitud: 307,104 km Vueltas: 66 Ganador 2013: Fernando Alonso, Ferrari             |                      | Libres 1                  | Lewis Hamilton  | Ganador                     | Lewis Hamilton   |
| 5     | 9, 10 y 11 de mayo                | Gran Premio de España Circuito de Cataluña Longitud: 307,104 km Vueltas: 66 Ganador 2013: Fernando Alonso, Ferrari             | Libres 2             | Lewis Hamilton            | 2.do puesto     | Nico Rosberg                |                  |
| 5     | 9, 10 y 11 de mayo                | Gran Premio de España Circuito de Cataluña Longitud: 307,104 km Vueltas: 66 Ganador 2013: Fernando Alonso, Ferrari             | Libres 3             | Nico Rosberg              | 3.er puesto     | Daniel Ricciardo            |                  |
| 5     | 9, 10 y 11 de mayo                | Gran Premio de España Circuito de Cataluña Longitud: 307,104 km Vueltas: 66 Ganador 2013: Fernando Alonso, Ferrari             | Pole position        | Lewis Hamilton (1:25.232) | Vuelta rápida   | Sebastian Vettel (1:28.918) |                  |
| 5     | 9, 10 y 11 de mayo                | Gran Premio de España Circuito de Cataluña Longitud: 307,104 km Vueltas: 66 Ganador 2013: Fernando Alonso, Ferrari             | Resultados completos |                           |                 |                             |                  |
| 6     | 22, 24 y 25 de mayo               | Gran Premio de Mónaco Circuito de Monte Carlo Longitud: 260,520 km Vueltas: 78 Ganador 2013: Nico Rosberg, Mercedes            |                      | Libres 1                  | Lewis Hamilton  | Ganador                     | Nico Rosberg     |
| 6     | 22, 24 y 25 de mayo               | Gran Premio de Mónaco Circuito de Monte Carlo Longitud: 260,520 km Vueltas: 78 Ganador 2013: Nico Rosberg, Mercedes            | Libres 2             | Fernando Alonso           | 2.do puesto     | Lewis Hamilton              |                  |
| 6     | 22, 24 y 25 de mayo               | Gran Premio de Mónaco Circuito de Monte Carlo Longitud: 260,520 km Vueltas: 78 Ganador 2013: Nico Rosberg, Mercedes            | Libres 3             | Lewis Hamilton            | 3.er puesto     | Daniel Ricciardo            |                  |
| 6     | 22, 24 y 25 de mayo               | Gran Premio de Mónaco Circuito de Monte Carlo Longitud: 260,520 km Vueltas: 78 Ganador 2013: Nico Rosberg, Mercedes            | Pole position        | Nico Rosberg (1:15.989)   | Vuelta rápida   | Kimi Räikkönen (1:18.479)   |                  |
| 6     | 22, 24 y 25 de mayo               | Gran Premio de Mónaco Circuito de Monte Carlo Longitud: 260,520 km Vueltas: 78 Ganador 2013: Nico Rosberg, Mercedes            | Resultados completos |                           |                 |                             |                  |
| 7     | 6, 7 y 8 de junio                 | Gran Premio de Canadá Circuito Gilles Villeneuve Longitud: 305,270 km Vueltas: 70 Ganador 2013: Sebastian Vettel, Red Bull     |                      | Libres 1                  | Fernando Alonso | Ganador                     | Daniel Ricciardo |
| 7     | 6, 7 y 8 de junio                 | Gran Premio de Canadá Circuito Gilles Villeneuve Longitud: 305,270 km Vueltas: 70 Ganador 2013: Sebastian Vettel, Red Bull     | Libres 2             | Lewis Hamilton            | 2.do puesto     | Nico Rosberg                |                  |
| 7     | 6, 7 y 8 de junio                 | Gran Premio de Canadá Circuito Gilles Villeneuve Longitud: 305,270 km Vueltas: 70 Ganador 2013: Sebastian Vettel, Red Bull     | Libres 3             | Lewis Hamilton            | 3.er puesto     | Sebastian Vettel            |                  |
| 7     | 6, 7 y 8 de junio                 | Gran Premio de Canadá Circuito Gilles Villeneuve Longitud: 305,270 km Vueltas: 70 Ganador 2013: Sebastian Vettel, Red Bull     | Pole position        | Nico Rosberg (1:14.874)   | Vuelta rápida   | Felipe Massa (1:18.504)     |                  |
| 7     | 6, 7 y 8 de junio                 | Gran Premio de Canadá Circuito Gilles Villeneuve Longitud: 305,270 km Vueltas: 70 Ganador 2013: Sebastian Vettel, Red Bull     | Resultados completos |                           |                 |                             |                  |
| 8     | 20, 21 y 22 de junio              | Gran Premio de Austria Red Bull Ring Longitud: 307,146 km Vueltas: 71 Ganador 2013: No se disputó                              |                      | Libres 1                  | Nico Rosberg    | Ganador                     | Nico Rosberg     |
| 8     | 20, 21 y 22 de junio              | Gran Premio de Austria Red Bull Ring Longitud: 307,146 km Vueltas: 71 Ganador 2013: No se disputó                              | Libres 2             | Lewis Hamilton            | 2.do puesto     | Lewis Hamilton              |                  |
| 8     | 20, 21 y 22 de junio              | Gran Premio de Austria Red Bull Ring Longitud: 307,146 km Vueltas: 71 Ganador 2013: No se disputó                              | Libres 3             | Valtteri Bottas           | 3.er puesto     | Valtteri Bottas             |                  |
| 8     | 20, 21 y 22 de junio              | Gran Premio de Austria Red Bull Ring Longitud: 307,146 km Vueltas: 71 Ganador 2013: No se disputó                              | Pole position        | Felipe Massa (1:08.759)   | Vuelta rápida   | Sergio Pérez (1:12.142)     |                  |
| 8     | 20, 21 y 22 de junio              | Gran Premio de Austria Red Bull Ring Longitud: 307,146 km Vueltas: 71 Ganador 2013: No se disputó                              | Resultados completos |                           |                 |                             |                  |
| 9     | 4, 5 y 6 de julio                 | Gran Premio de Gran Bretaña Circuito de Silverstone Longitud: 306,747 km Vueltas: 52 Ganador 2013: Nico Rosberg, Mercedes      |                      | Libres 1                  | Nico Rosberg    | Ganador                     | Lewis Hamilton   |
| 9     | 4, 5 y 6 de julio                 | Gran Premio de Gran Bretaña Circuito de Silverstone Longitud: 306,747 km Vueltas: 52 Ganador 2013: Nico Rosberg, Mercedes      | Libres 2             | Lewis Hamilton            | 2.do puesto     | Valtteri Bottas             |                  |
| 9     | 4, 5 y 6 de julio                 | Gran Premio de Gran Bretaña Circuito de Silverstone Longitud: 306,747 km Vueltas: 52 Ganador 2013: Nico Rosberg, Mercedes      | Libres 3             | Sebastian Vettel          | 3.er puesto     | Daniel Ricciardo            |                  |
| 9     | 4, 5 y 6 de julio                 | Gran Premio de Gran Bretaña Circuito de Silverstone Longitud: 306,747 km Vueltas: 52 Ganador 2013: Nico Rosberg, Mercedes      | Pole position        | Nico Rosberg (1:35.766)   | Vuelta rápida   | Lewis Hamilton (1:37.176)   |                  |
| 9     | 4, 5 y 6 de julio                 | Gran Premio de Gran Bretaña Circuito de Silverstone Longitud: 306,747 km Vueltas: 52 Ganador 2013: Nico Rosberg, Mercedes      | Resultados completos |                           |                 |                             |                  |
| 10    | 18, 19 y 20 de julio              | Gran Premio de Alemania Circuito de Hockenheim Longitud: 306,458 km Vueltas: 67 Ganador 2013: Sebastian Vettel, Red Bull       |                      | Libres 1                  | Nico Rosberg    | Ganador                     | Nico Rosberg     |
| 10    | 18, 19 y 20 de julio              | Gran Premio de Alemania Circuito de Hockenheim Longitud: 306,458 km Vueltas: 67 Ganador 2013: Sebastian Vettel, Red Bull       | Libres 2             | Lewis Hamilton            | 2.do puesto     | Valtteri Bottas             |                  |
| 10    | 18, 19 y 20 de julio              | Gran Premio de Alemania Circuito de Hockenheim Longitud: 306,458 km Vueltas: 67 Ganador 2013: Sebastian Vettel, Red Bull       | Libres 3             | Nico Rosberg              | 3.er puesto     | Lewis Hamilton              |                  |
| 10    | 18, 19 y 20 de julio              | Gran Premio de Alemania Circuito de Hockenheim Longitud: 306,458 km Vueltas: 67 Ganador 2013: Sebastian Vettel, Red Bull       | Pole position        | Nico Rosberg (1:16.540)   | Vuelta rápida   | Lewis Hamilton (1:19.908)   |                  |
| 10    | 18, 19 y 20 de julio              | Gran Premio de Alemania Circuito de Hockenheim Longitud: 306,458 km Vueltas: 67 Ganador 2013: Sebastian Vettel, Red Bull       | Resultados completos |                           |                 |                             |                  |
| 11    | 25, 26 y 27 de julio              | Gran Premio de Hungría Circuito de Hungaroring Longitud: 306,660 km Vueltas: 70 Ganador 2013: Lewis Hamilton, Mercedes         |                      | Libres 1                  | Lewis Hamilton  | Ganador                     | Daniel Ricciardo |
| 11    | 25, 26 y 27 de julio              | Gran Premio de Hungría Circuito de Hungaroring Longitud: 306,660 km Vueltas: 70 Ganador 2013: Lewis Hamilton, Mercedes         | Libres 2             | Lewis Hamilton            | 2.do puesto     | Fernando Alonso             |                  |
| 11    | 25, 26 y 27 de julio              | Gran Premio de Hungría Circuito de Hungaroring Longitud: 306,660 km Vueltas: 70 Ganador 2013: Lewis Hamilton, Mercedes         | Libres 3             | Lewis Hamilton            | 3.er puesto     | Lewis Hamilton              |                  |
| 11    | 25, 26 y 27 de julio              | Gran Premio de Hungría Circuito de Hungaroring Longitud: 306,660 km Vueltas: 70 Ganador 2013: Lewis Hamilton, Mercedes         | Pole position        | Nico Rosberg (1:22.715)   | Vuelta rápida   | Nico Rosberg (1:25.724)     |                  |
| 11    | 25, 26 y 27 de julio              | Gran Premio de Hungría Circuito de Hungaroring Longitud: 306,660 km Vueltas: 70 Ganador 2013: Lewis Hamilton, Mercedes         | Resultados completos |                           |                 |                             |                  |
| 12    | 22, 23 y 24 de agosto             | Gran Premio de Bélgica Circuito de Spa-Francorchamps Longitud: 308,238 km Vueltas: 44 Ganador 2013: Sebastian Vettel, Red Bull |                      | Libres 1                  | Nico Rosberg    | Ganador                     | Daniel Ricciardo |
| 12    | 22, 23 y 24 de agosto             | Gran Premio de Bélgica Circuito de Spa-Francorchamps Longitud: 308,238 km Vueltas: 44 Ganador 2013: Sebastian Vettel, Red Bull | Libres 2             | Lewis Hamilton            | 2.do puesto     | Nico Rosberg                |                  |
| 12    | 22, 23 y 24 de agosto             | Gran Premio de Bélgica Circuito de Spa-Francorchamps Longitud: 308,238 km Vueltas: 44 Ganador 2013: Sebastian Vettel, Red Bull | Libres 3             | Valtteri Bottas           | 3.er puesto     | Valtteri Bottas             |                  |
| 12    | 22, 23 y 24 de agosto             | Gran Premio de Bélgica Circuito de Spa-Francorchamps Longitud: 308,238 km Vueltas: 44 Ganador 2013: Sebastian Vettel, Red Bull | Pole position        | Nico Rosberg (2:05.591)   | Vuelta rápida   | Nico Rosberg (1:50.511)     |                  |
| 12    | 22, 23 y 24 de agosto             | Gran Premio de Bélgica Circuito de Spa-Francorchamps Longitud: 308,238 km Vueltas: 44 Ganador 2013: Sebastian Vettel, Red Bull | Resultados completos |                           |                 |                             |                  |
| 13    | 5, 6 y 7 de septiembre            | Gran Premio de Italia Circuito de Monza Longitud: 306,720 km Vueltas: 53 Ganador 2013: Sebastian Vettel, Red Bull              |                      | Libres 1                  | Lewis Hamilton  | Ganador                     | Lewis Hamilton   |
| 13    | 5, 6 y 7 de septiembre            | Gran Premio de Italia Circuito de Monza Longitud: 306,720 km Vueltas: 53 Ganador 2013: Sebastian Vettel, Red Bull              | Libres 2             | Nico Rosberg              | 2.do puesto     | Nico Rosberg                |                  |
| 13    | 5, 6 y 7 de septiembre            | Gran Premio de Italia Circuito de Monza Longitud: 306,720 km Vueltas: 53 Ganador 2013: Sebastian Vettel, Red Bull              | Libres 3             | Lewis Hamilton            | 3.er puesto     | Felipe Massa                |                  |
| 13    | 5, 6 y 7 de septiembre            | Gran Premio de Italia Circuito de Monza Longitud: 306,720 km Vueltas: 53 Ganador 2013: Sebastian Vettel, Red Bull              | Pole position        | Lewis Hamilton (1:24.109) | Vuelta rápida   | Lewis Hamilton (1:28.004)   |                  |
| 13    | 5, 6 y 7 de septiembre            | Gran Premio de Italia Circuito de Monza Longitud: 306,720 km Vueltas: 53 Ganador 2013: Sebastian Vettel, Red Bull              | Resultados completos |                           |                 |                             |                  |
| 14    | 19, 20 y 21 de septiembre         | Gran Premio de Singapur Circuito de Singapur Longitud: 309,316 km Vueltas: 61 Ganador 2013: Sebastian Vettel, Red Bull         |                      | Libres 1                  | Fernando Alonso | Ganador                     | Lewis Hamilton   |
| 14    | 19, 20 y 21 de septiembre         | Gran Premio de Singapur Circuito de Singapur Longitud: 309,316 km Vueltas: 61 Ganador 2013: Sebastian Vettel, Red Bull         | Libres 2             | Lewis Hamilton            | 2.do puesto     | Sebastian Vettel            |                  |
| 14    | 19, 20 y 21 de septiembre         | Gran Premio de Singapur Circuito de Singapur Longitud: 309,316 km Vueltas: 61 Ganador 2013: Sebastian Vettel, Red Bull         | Libres 3             | Fernando Alonso           | 3.er puesto     | Daniel Ricciardo            |                  |
| 14    | 19, 20 y 21 de septiembre         | Gran Premio de Singapur Circuito de Singapur Longitud: 309,316 km Vueltas: 61 Ganador 2013: Sebastian Vettel, Red Bull         | Pole position        | Lewis Hamilton (1:45.681) | Vuelta rápida   | Lewis Hamilton (1:50.417)   |                  |
| 14    | 19, 20 y 21 de septiembre         | Gran Premio de Singapur Circuito de Singapur Longitud: 309,316 km Vueltas: 61 Ganador 2013: Sebastian Vettel, Red Bull         | Resultados completos |                           |                 |                             |                  |
| 15    | 3, 4 y 5 de octubre               | Gran Premio de Japón Circuito de Suzuka Longitud: 307,573 km Vueltas: 53 Ganador 2013: Sebastian Vettel, Red Bull              |                      | Libres 1                  | Nico Rosberg    | Ganador                     | Lewis Hamilton   |
| 15    | 3, 4 y 5 de octubre               | Gran Premio de Japón Circuito de Suzuka Longitud: 307,573 km Vueltas: 53 Ganador 2013: Sebastian Vettel, Red Bull              | Libres 2             | Lewis Hamilton            | 2.do puesto     | Nico Rosberg                |                  |
| 15    | 3, 4 y 5 de octubre               | Gran Premio de Japón Circuito de Suzuka Longitud: 307,573 km Vueltas: 53 Ganador 2013: Sebastian Vettel, Red Bull              | Libres 3             | Nico Rosberg              | 3.er puesto     | Sebastian Vettel            |                  |
| 15    | 3, 4 y 5 de octubre               | Gran Premio de Japón Circuito de Suzuka Longitud: 307,573 km Vueltas: 53 Ganador 2013: Sebastian Vettel, Red Bull              | Pole position        | Nico Rosberg (1:32.506)   | Vuelta rápida   | Lewis Hamilton (1:51.600)   |                  |
| 15    | 3, 4 y 5 de octubre               | Gran Premio de Japón Circuito de Suzuka Longitud: 307,573 km Vueltas: 53 Ganador 2013: Sebastian Vettel, Red Bull              | Resultados completos |                           |                 |                             |                  |
| 16    | 10, 11 y 12 de octubre            | Gran Premio de Rusia Autódromo de Sochi Longitud: 305,344 km Vueltas: 52 Ganador 2013: No se disputó                           |                      | Libres 1                  | Nico Rosberg    | Ganador                     | Lewis Hamilton   |
| 16    | 10, 11 y 12 de octubre            | Gran Premio de Rusia Autódromo de Sochi Longitud: 305,344 km Vueltas: 52 Ganador 2013: No se disputó                           | Libres 2             | Lewis Hamilton            | 2.do puesto     | Nico Rosberg                |                  |
| 16    | 10, 11 y 12 de octubre            | Gran Premio de Rusia Autódromo de Sochi Longitud: 305,344 km Vueltas: 52 Ganador 2013: No se disputó                           | Libres 3             | Lewis Hamilton            | 3.er puesto     | Valtteri Bottas             |                  |
| 16    | 10, 11 y 12 de octubre            | Gran Premio de Rusia Autódromo de Sochi Longitud: 305,344 km Vueltas: 52 Ganador 2013: No se disputó                           | Pole position        | Lewis Hamilton (1:38.513) | Vuelta rápida   | Valtteri Bottas (1:40.896)  |                  |
| 16    | 10, 11 y 12 de octubre            | Gran Premio de Rusia Autódromo de Sochi Longitud: 305,344 km Vueltas: 52 Ganador 2013: No se disputó                           | Resultados completos |                           |                 |                             |                  |
| 17    | 31 de octubre, 1 y 2 de noviembre | Gran Premio de Estados Unidos Circuito de Austin Longitud: 308,896 km Vueltas: 56 Ganador 2013: Sebastian Vettel, Red Bull     |                      | Libres 1                  | Lewis Hamilton  | Ganador                     | Lewis Hamilton   |
| 17    | 31 de octubre, 1 y 2 de noviembre | Gran Premio de Estados Unidos Circuito de Austin Longitud: 308,896 km Vueltas: 56 Ganador 2013: Sebastian Vettel, Red Bull     | Libres 2             | Lewis Hamilton            | 2.do puesto     | Nico Rosberg                |                  |
| 17    | 31 de octubre, 1 y 2 de noviembre | Gran Premio de Estados Unidos Circuito de Austin Longitud: 308,896 km Vueltas: 56 Ganador 2013: Sebastian Vettel, Red Bull     | Libres 3             | Lewis Hamilton            | 3.er puesto     | Daniel Ricciardo            |                  |
| 17    | 31 de octubre, 1 y 2 de noviembre | Gran Premio de Estados Unidos Circuito de Austin Longitud: 308,896 km Vueltas: 56 Ganador 2013: Sebastian Vettel, Red Bull     | Pole position        | Nico Rosberg (1:36.067)   | Vuelta rápida   | Sebastian Vettel (1:41.379) |                  |
| 17    | 31 de octubre, 1 y 2 de noviembre | Gran Premio de Estados Unidos Circuito de Austin Longitud: 308,896 km Vueltas: 56 Ganador 2013: Sebastian Vettel, Red Bull     | Resultados completos |                           |                 |                             |                  |
| 18    | 7, 8 y 9 de noviembre             | Gran Premio de Brasil Circuito de Interlagos Longitud: 305,909 km Vueltas: 71 Ganador 2013: Sebastian Vettel, Red Bull         |                      | Libres 1                  | Nico Rosberg    | Ganador                     | Nico Rosberg     |
| 18    | 7, 8 y 9 de noviembre             | Gran Premio de Brasil Circuito de Interlagos Longitud: 305,909 km Vueltas: 71 Ganador 2013: Sebastian Vettel, Red Bull         | Libres 2             | Nico Rosberg              | 2.do puesto     | Lewis Hamilton              |                  |
| 18    | 7, 8 y 9 de noviembre             | Gran Premio de Brasil Circuito de Interlagos Longitud: 305,909 km Vueltas: 71 Ganador 2013: Sebastian Vettel, Red Bull         | Libres 3             | Nico Rosberg              | 3.er puesto     | Felipe Massa                |                  |
| 18    | 7, 8 y 9 de noviembre             | Gran Premio de Brasil Circuito de Interlagos Longitud: 305,909 km Vueltas: 71 Ganador 2013: Sebastian Vettel, Red Bull         | Pole position        | Nico Rosberg (1:10.023)   | Vuelta rápida   | Lewis Hamilton (1:13.555)   |                  |
| 18    | 7, 8 y 9 de noviembre             | Gran Premio de Brasil Circuito de Interlagos Longitud: 305,909 km Vueltas: 71 Ganador 2013: Sebastian Vettel, Red Bull         | Resultados completos |                           |                 |                             |                  |
| 19    | 21, 22 y 23 de noviembre          | Gran Premio de Abu Dabi Circuito Yas Marina Longitud: 305,361 km Vueltas: 55 Ganador 2013: Sebastian Vettel, Red Bull          |                      | Libres 1                  | Lewis Hamilton  | Ganador                     | Lewis Hamilton   |
| 19    | 21, 22 y 23 de noviembre          | Gran Premio de Abu Dabi Circuito Yas Marina Longitud: 305,361 km Vueltas: 55 Ganador 2013: Sebastian Vettel, Red Bull          | Libres 2             | Lewis Hamilton            | 2.do puesto     | Felipe Massa                |                  |
| 19    | 21, 22 y 23 de noviembre          | Gran Premio de Abu Dabi Circuito Yas Marina Longitud: 305,361 km Vueltas: 55 Ganador 2013: Sebastian Vettel, Red Bull          | Libres 3             | Nico Rosberg              | 3.er puesto     | Valtteri Bottas             |                  |
| 19    | 21, 22 y 23 de noviembre          | Gran Premio de Abu Dabi Circuito Yas Marina Longitud: 305,361 km Vueltas: 55 Ganador 2013: Sebastian Vettel, Red Bull          | Pole position        | Nico Rosberg (1:40.480)   | Vuelta rápida   | Daniel Ricciardo (1:44.496) |                  |
| 19    | 21, 22 y 23 de noviembre          | Gran Premio de Abu Dabi Circuito Yas Marina Longitud: 305,361 km Vueltas: 55 Ganador 2013: Sebastian Vettel, Red Bull          | Resultados completos |                           |                 |                             |                  |

## Clasificaciones

### Puntuaciones
Del Gran Premio de Australia al Gran Premio de Brasil
| Posición | 1.º | 2.º | 3.º | 4.º | 5.º | 6.º | 7.º | 8.º | 9.º | 10.º |
| Puntos   | 25  | 18  | 15  | 12  | 10  | 8   | 6   | 4   | 2   | 1    |

Gran Premio de Abu Dabi
| Posición | 1.º | 2.º | 3.º | 4.º | 5.º | 6.º | 7.º | 8.º | 9.º | 10.º |
| Puntos   | 50  | 36  | 30  | 24  | 20  | 16  | 12  | 8   | 4   | 2    |

### Campeonato de Pilotos
| Pos. | N.º | Piloto            | AUS | MYS | BHR | CHN | ESP | MON | CAN | AUT | GBR | GER | HUN | BEL | ITA | SIN | JPN | RUS | USA | BRA | ABU | Puntos |
| ---- | --- | ----------------- | --- | --- | --- | --- | --- | --- | --- | --- | --- | --- | --- | --- | --- | --- | --- | --- | --- | --- | --- | ------ |
| 1    | 44  | Lewis Hamilton    | Ret | 1   | 1   | 1   | 1   | 2   | Ret | 2   | 1   | 3   | 3   | Ret | 1   | 1   | 1   | 1   | 1   | 2   | 1   | 384    |
| 2    | 6   | Nico Rosberg      | 1   | 2   | 2   | 2   | 2   | 1   | 2   | 1   | Ret | 1   | 4   | 2   | 2   | Ret | 2   | 2   | 2   | 1   | 14  | 317    |
| 3    | 3   | Daniel Ricciardo  | DSQ | Ret | 4   | 4   | 3   | 3   | 1   | 8   | 3   | 6   | 1   | 1   | 5   | 3   | 4   | 7   | 3   | Ret | 4   | 238    |
| 4    | 77  | Valtteri Bottas   | 5   | 8   | 8   | 7   | 5   | Ret | 7   | 3   | 2   | 2   | 8   | 3   | 4   | 11  | 6   | 3   | 5   | 10  | 3   | 186    |
| 5    | 1   | Sebastian Vettel  | Ret | 3   | 6   | 5   | 4   | Ret | 3   | Ret | 5   | 4   | 7   | 5   | 6   | 2   | 3   | 8   | 7   | 5   | 8   | 167    |
| 6    | 14  | Fernando Alonso   | 4   | 4   | 9   | 3   | 6   | 4   | 6   | 5   | 6   | 5   | 2   | 7   | Ret | 4   | Ret | 6   | 6   | 6   | 9   | 161    |
| 7    | 19  | Felipe Massa      | Ret | 7   | 7   | 15  | 13  | 7   | 12† | 4   | Ret | Ret | 5   | 13  | 3   | 5   | 7   | 11  | 4   | 3   | 2   | 134    |
| 8    | 22  | Jenson Button     | 3   | 6   | 17† | 11  | 11  | 6   | 4   | 11  | 4   | 8   | 10  | 6   | 8   | Ret | 5   | 4   | 12  | 4   | 5   | 126    |
| 9    | 27  | Nico Hülkenberg   | 6   | 5   | 5   | 6   | 10  | 5   | 5   | 9   | 8   | 7   | Ret | 10  | 12  | 9   | 8   | 12  | Ret | 8   | 6   | 96     |
| 10   | 11  | Sergio Pérez      | 10  | DNS | 3   | 9   | 9   | Ret | 11† | 6   | 11  | 10  | Ret | 8   | 7   | 7   | 10  | 10  | Ret | 15  | 7   | 59     |
| 11   | 20  | Kevin Magnussen   | 2   | 9   | Ret | 13  | 12  | 10  | 9   | 7   | 7   | 9   | 12  | 12  | 10  | 10  | 14  | 5   | 8   | 9   | 11  | 55     |
| 12   | 7   | Kimi Räikkönen    | 7   | 12  | 10  | 8   | 7   | 12  | 10  | 10  | Ret | 11  | 6   | 4   | 9   | 8   | 12  | 9   | 13  | 7   | 10  | 55     |
| 13   | 25  | Jean-Éric Vergne  | 8   | Ret | Ret | 12  | Ret | Ret | 8   | Ret | 10  | 13  | 9   | 11  | 13  | 6   | 9   | 13  | 10  | 13  | 12  | 22     |
| 14   | 8   | Romain Grosjean   | Ret | 11  | 12  | Ret | 8   | 8   | Ret | 14  | 12  | Ret | Ret | Ret | 16  | 13  | 15  | 17  | 11  | Ret | 13  | 8      |
| 15   | 26  | Daniil Kvyat      | 9   | 10  | 11  | 10  | 14  | Ret | Ret | Ret | 9   | Ret | 14  | 9   | 11  | 14  | 11  | 14  | 15  | 11  | Ret | 8      |
| 16   | 13  | Pastor Maldonado  | Ret | Ret | 14  | 14  | 15  | DNS | Ret | 12  | 17† | 12  | 13  | Ret | 14  | 12  | 16  | 18  | 9   | 12  | Ret | 2      |
| 17   | 17  | Jules Bianchi     | NC  | Ret | 16  | 17  | 18  | 9   | Ret | 15  | 14  | 15  | 15  | 18† | 18  | 16  | 20† |     |     |     |     | 2      |
| 18   | 99  | Adrian Sutil      | 11  | Ret | Ret | Ret | 17  | Ret | 13  | 13  | 13  | Ret | 11  | 14  | 15  | Ret | 21† | 16  | Ret | 16  | 16  | 0      |
| 19   | 9   | Marcus Ericsson   | Ret | 14  | Ret | 20  | 20  | 11  | Ret | 18  | Ret | 18  | Ret | 17  | 19  | 15  | 17  | 19  |     |     |     | 0      |
| 20   | 21  | Esteban Gutiérrez | 12  | Ret | Ret | 16  | 16  | Ret | 14† | 19  | Ret | 14  | Ret | 15  | 20  | Ret | 13  | 15  | 14  | 14  | 15  | 0      |
| 21   | 4   | Max Chilton       | 13  | 15  | 13  | 19  | 19  | 14  | Ret | 17  | 16  | 17  | 16  | 16  | Ret | 17† | 18  | Ret |     |     |     | 0      |
| 22   | 10  | Kamui Kobayashi   | Ret | 13  | 15  | 18  | Ret | 13  | Ret | 16  | 15  | 16  | Ret |     | 17  | DNS | 19  | Ret |     |     | Ret | 0      |
| 23   | 46  | Will Stevens      |     |     |     |     |     |     |     |     |     |     |     |     |     |     |     |     |     |     | 17  | 0      |
| NC   | 45  | André Lotterer    |     |     |     |     |     |     |     |     |     |     |     | Ret |     |     |     |     |     |     |     | 0      |
| NC   | 42  | Alexander Rossi   |     |     |     |     |     |     |     |     |     |     |     | WD  |     |     |     | WD  |     |     |     | 0      |
| Pos. | N.º | Piloto            | AUS | MYS | BHR | CHN | ESP | MON | CAN | AUT | GBR | GER | HUN | BEL | ITA | SIN | JPN | RUS | USA | BRA | ABU | Puntos |

| Color      | Resultado                          |
| ---------- | ---------------------------------- |
| Oro        | Ganador                            |
| Plata      | 2.º puesto                         |
| Bronce     | 3.er puesto                        |
| Verde      | Finalizó en los puntos             |
| Azul       | Finalizó sin puntos                |
| Azul       | NC - No clasificado                |
| Violeta    | Ret - No terminó                   |
| Rojo       | DNQ - No se clasificó              |
| Rojo       | DNPQ - No se preclasificó          |
| Negro      | DSQ - Descalificado                |
| Blanco     | DNS - No empezó                    |
| Blanco     | WD - Retirado                      |
| Blanco     | C - Carrera cancelada              |
| Azul claro | TD - Entrenamientos libres (2003-) |
| Sin color  | DNP - Inscrito, pero no participó  |
| Sin color  | INJ - Inscrito, pero lesionado     |
| Sin color  | EX - Excluido                      |

| Estado  | Resultado                                                                             |
| ------- | ------------------------------------------------------------------------------------- |
| Negrita | Pole position                                                                         |
| Cursiva | Vuelta rápida                                                                         |
| 1-8     | Posiciones puntuables de clasificación sprint (2021-)                                 |
| †       | No acabó el Gran Premio, pero fue clasificado ya que completó el porcentaje necesario |
| ‡       | Monoplaza compartido                                                                  |
| ~       | Se otorgó la mitad de puntos ya que no se cumplió con el 75% de la carrera            |
| ≠       | No obtuvo puntos ya que era piloto invitado                                           |
| F2      | Inscrito para carrera de Fórmula 2, no sumaba puntos                                  |

### Estadísticas del Campeonato de Pilotos
| Pos. | Piloto            | Escudería   | Grandes Premios | Victorias | Podios | Poles | Vueltas rápidas | Puntos |
| ---- | ----------------- | ----------- | --------------- | --------- | ------ | ----- | --------------- | ------ |
| 1    | Lewis Hamilton    | Mercedes    | 19              | 11        | 16     | 7     | 7               | 384    |
| 2    | Nico Rosberg      | Mercedes    | 19              | 5         | 15     | 11    | 5               | 317    |
| 3    | Daniel Ricciardo  | Red Bull    | 19              | 3         | 8      |       | 1               | 238    |
| 4    | Valtteri Bottas   | Williams    | 19              |           | 6      |       | 1               | 186    |
| 5    | Sebastian Vettel  | Red Bull    | 19              |           | 4      |       | 2               | 167    |
| 6    | Fernando Alonso   | Ferrari     | 19              |           | 2      |       |                 | 161    |
| 7    | Felipe Massa      | Williams    | 19              |           | 3      | 1     | 1               | 134    |
| 8    | Jenson Button     | McLaren     | 19              |           | 1      |       |                 | 126    |
| 9    | Nico Hülkenberg   | Force India | 19              |           |        |       |                 | 96     |
| 10   | Sergio Pérez      | Force India | 18              |           | 1      |       | 1               | 59     |
| 11   | Kevin Magnussen   | McLaren     | 19              |           | 1      |       |                 | 55     |
| 12   | Kimi Räikkönen    | Ferrari     | 19              |           |        |       | 1               | 55     |
| 13   | Jean-Éric Vergne  | Toro Rosso  | 19              |           |        |       |                 | 22     |
| 14   | Romain Grosjean   | Lotus       | 19              |           |        |       |                 | 8      |
| 15   | Daniil Kvyat      | Toro Rosso  | 19              |           |        |       |                 | 8      |
| 16   | Pastor Maldonado  | Lotus       | 18              |           |        |       |                 | 2      |
| 17   | Jules Bianchi     | Marussia    | 15              |           |        |       |                 | 2      |
| 18   | Adrian Sutil      | Sauber      | 19              |           |        |       |                 | 0      |
| 19   | Marcus Ericsson   | Caterham    | 16              |           |        |       |                 | 0      |
| 20   | Esteban Gutiérrez | Sauber      | 19              |           |        |       |                 | 0      |
| 21   | Max Chilton       | Marussia    | 16              |           |        |       |                 | 0      |
| 22   | Kamui Kobayashi   | Caterham    | 15              |           |        |       |                 | 0      |
| 23   | Will Stevens      | Caterham    | 1               |           |        |       |                 | 0      |
| NC   | André Lotterer    | Caterham    | 1               |           |        |       |                 | 0      |

### Campeonato de Constructores
| Pos. | Constructor          | N.º | AUS | MYS | BHR | CHN | ESP | MON | CAN | AUT | GBR | GER | HUN | BEL | ITA | SIN | JPN | RUS | USA | BRA | ABU | Puntos |
| ---- | -------------------- | --- | --- | --- | --- | --- | --- | --- | --- | --- | --- | --- | --- | --- | --- | --- | --- | --- | --- | --- | --- | ------ |
| 1    | Mercedes             | 6   | 1   | 2   | 2   | 2   | 2   | 1   | 2   | 1   | Ret | 1   | 4   | 2   | 2   | Ret | 2   | 2   | 2   | 1   | 14  | 701    |
| 1    | Mercedes             | 44  | Ret | 1   | 1   | 1   | 1   | 2   | Ret | 2   | 1   | 3   | 3   | Ret | 1   | 1   | 1   | 1   | 1   | 2   | 1   | 701    |
| 2    | Red Bull-Renault     | 1   | Ret | 3   | 6   | 5   | 4   | Ret | 3   | Ret | 5   | 4   | 7   | 5   | 6   | 2   | 3   | 8   | 7   | 5   | 8   | 405    |
| 2    | Red Bull-Renault     | 3   | DSQ | Ret | 4   | 4   | 3   | 3   | 1   | 8   | 3   | 6   | 1   | 1   | 5   | 3   | 4   | 7   | 3   | Ret | 4   | 405    |
| 3    | Williams-Mercedes    | 19  | Ret | 7   | 7   | 15  | 13  | 7   | 12† | 4   | Ret | Ret | 5   | 13  | 3   | 5   | 7   | 11  | 4   | 3   | 2   | 320    |
| 3    | Williams-Mercedes    | 77  | 5   | 8   | 8   | 7   | 5   | Ret | 7   | 3   | 2   | 2   | 8   | 3   | 4   | 11  | 6   | 3   | 5   | 10  | 3   | 320    |
| 4    | Ferrari              | 14  | 4   | 4   | 9   | 3   | 6   | 4   | 6   | 5   | 6   | 5   | 2   | 7   | Ret | 4   | Ret | 6   | 6   | 6   | 9   | 216    |
| 4    | Ferrari              | 7   | 7   | 12  | 10  | 8   | 7   | 12  | 10  | 10  | Ret | 11  | 6   | 4   | 9   | 8   | 12  | 9   | 13  | 7   | 10  | 216    |
| 5    | McLaren-Mercedes     | 20  | 2   | 9   | Ret | 13  | 12  | 10  | 9   | 7   | 7   | 9   | 12  | 12  | 10  | 10  | 14  | 5   | 8   | 9   | 11  | 181    |
| 5    | McLaren-Mercedes     | 22  | 3   | 6   | 17† | 11  | 11  | 6   | 4   | 11  | 4   | 8   | 10  | 6   | 8   | Ret | 5   | 4   | 12  | 4   | 5   | 181    |
| 6    | Force India-Mercedes | 11  | 10  | DNS | 3   | 9   | 9   | Ret | 11† | 6   | 11  | 10  | Ret | 8   | 7   | 7   | 10  | 10  | Ret | 15  | 7   | 155    |
| 6    | Force India-Mercedes | 27  | 6   | 5   | 5   | 6   | 10  | 5   | 5   | 9   | 8   | 7   | Ret | 10  | 12  | 9   | 8   | 12  | Ret | 8   | 6   | 155    |
| 7    | Toro Rosso-Renault   | 25  | 8   | Ret | Ret | 12  | Ret | Ret | 8   | Ret | 10  | 13  | 9   | 11  | 13  | 6   | 9   | 13  | 10  | 13  | 12  | 30     |
| 7    | Toro Rosso-Renault   | 26  | 9   | 10  | 11  | 10  | 14  | Ret | Ret | Ret | 9   | Ret | 14  | 9   | 11  | 14  | 11  | 14  | 15  | 11  | Ret | 30     |
| 8    | Lotus-Renault        | 8   | Ret | 11  | 12  | Ret | 8   | 8   | Ret | 14  | 12  | Ret | Ret | Ret | 16  | 13  | 15  | 17  | 11  | Ret | 13  | 10     |
| 8    | Lotus-Renault        | 13  | Ret | Ret | 14  | 14  | 15  | DNS | Ret | 12  | 17† | 12  | 13  | Ret | 14  | 12  | 16  | 18  | 9   | 12  | Ret | 10     |
| 9    | Marussia-Ferrari     | 4   | 13  | 15  | 13  | 19  | 19  | 14  | Ret | 17  | 16  | 17  | 16  | 16  | Ret | 17  | 18  | Ret |     |     |     | 2      |
| 9    | Marussia-Ferrari     | 17  | NC  | Ret | 16  | 17  | 18  | 9   | Ret | 15  | 14  | 15  | 15  | 18† | 18  | 16  | 20† |     |     |     |     | 2      |
| 10   | Sauber-Ferrari       | 21  | 12  | Ret | Ret | 16  | 16  | Ret | 14† | 19  | Ret | 14  | Ret | 15  | 20  | Ret | 13  | 15  | 14  | 14  | 15  | 0      |
| 10   | Sauber-Ferrari       | 99  | 11  | Ret | Ret | Ret | 17  | Ret | 13  | 13  | 13  | Ret | 11  | 14  | 15  | Ret | 21† | 16  | Ret | 16  | 16  | 0      |
| 11   | Caterham-Renault     | 9   | Ret | 14  | Ret | 20  | 20  | 11  | Ret | 18  | Ret | 18  | Ret | 17  | 19  | 15  | 17  | 19  |     |     |     | 0      |
| 11   | Caterham-Renault     | 10  | Ret | 13  | 15  | 18  | Ret | 13  | Ret | 16  | 15  | 16  | Ret |     | 17  | DNS | 19  | Ret |     |     | 18  | 0      |
| 11   | Caterham-Renault     | 45  |     |     |     |     |     |     |     |     |     |     |     | Ret |     |     |     |     |     |     |     | 0      |
| 11   | Caterham-Renault     | 46  |     |     |     |     |     |     |     |     |     |     |     |     |     |     |     |     |     |     | 17  | 0      |
| Pos. | Constructor          | N.º | AUS | MYS | BHR | CHN | ESP | MON | CAN | AUT | GBR | GER | HUN | BEL | ITA | SIN | JPN | RUS | USA | BRA | ABU | Puntos |

| Color      | Resultado                          |
| ---------- | ---------------------------------- |
| Oro        | Ganador                            |
| Plata      | 2.º puesto                         |
| Bronce     | 3.er puesto                        |
| Verde      | Finalizó en los puntos             |
| Azul       | Finalizó sin puntos                |
| Azul       | NC - No clasificado                |
| Violeta    | Ret - No terminó                   |
| Rojo       | DNQ - No se clasificó              |
| Rojo       | DNPQ - No se preclasificó          |
| Negro      | DSQ - Descalificado                |
| Blanco     | DNS - No empezó                    |
| Blanco     | WD - Retirado                      |
| Blanco     | C - Carrera cancelada              |
| Azul claro | TD - Entrenamientos libres (2003-) |
| Sin color  | DNP - Inscrito, pero no participó  |
| Sin color  | INJ - Inscrito, pero lesionado     |
| Sin color  | EX - Excluido                      |

| Estado  | Resultado                                                                             |
| ------- | ------------------------------------------------------------------------------------- |
| Negrita | Pole position                                                                         |
| Cursiva | Vuelta rápida                                                                         |
| 1-8     | Posiciones puntuables de clasificación sprint (2021-)                                 |
| †       | No acabó el Gran Premio, pero fue clasificado ya que completó el porcentaje necesario |
| ‡       | Monoplaza compartido                                                                  |
| ~       | Se otorgó la mitad de puntos ya que no se cumplió con el 75% de la carrera            |
| ≠       | No obtuvo puntos ya que era piloto invitado                                           |
| F2      | Inscrito para carrera de Fórmula 2, no sumaba puntos                                  |

### Estadísticas del Campeonato de Constructores
| Pos. | Constructor | Chasis | Motor    | Grandes Premios | Victorias | Podios | Poles | Vueltas rápidas | Puntos |
| ---- | ----------- | ------ | -------- | --------------- | --------- | ------ | ----- | --------------- | ------ |
| 1    | Mercedes    | W05    | Mercedes | 19              | 16        | 31     | 18    | 12              | 701    |
| 2    | Red Bull    | RB10   | Renault  | 19              | 3         | 12     |       | 3               | 405    |
| 3    | Williams    | FW36   | Mercedes | 19              |           | 9      | 1     | 2               | 320    |
| 4    | Ferrari     | F14 T  | Ferrari  | 19              |           | 2      |       | 1               | 216    |
| 5    | McLaren     | MP4-29 | Mercedes | 19              |           | 2      |       |                 | 181    |
| 6    | Force India | VJM07  | Mercedes | 19              |           | 1      |       | 1               | 155    |
| 7    | Toro Rosso  | STR9   | Renault  | 19              |           |        |       |                 | 30     |
| 8    | Lotus       | E22    | Renault  | 19              |           |        |       |                 | 10     |
| 9    | Marussia    | MR03   | Ferrari  | 16              |           |        |       |                 | 2      |
| 10   | Sauber      | C33    | Ferrari  | 19              |           |        |       |                 | 0      |
| 11   | Caterham    | CT05   | Renault  | 17              |           |        |       |                 | 0      |